# Biblioteca del Ateneo Obrero de Gijón

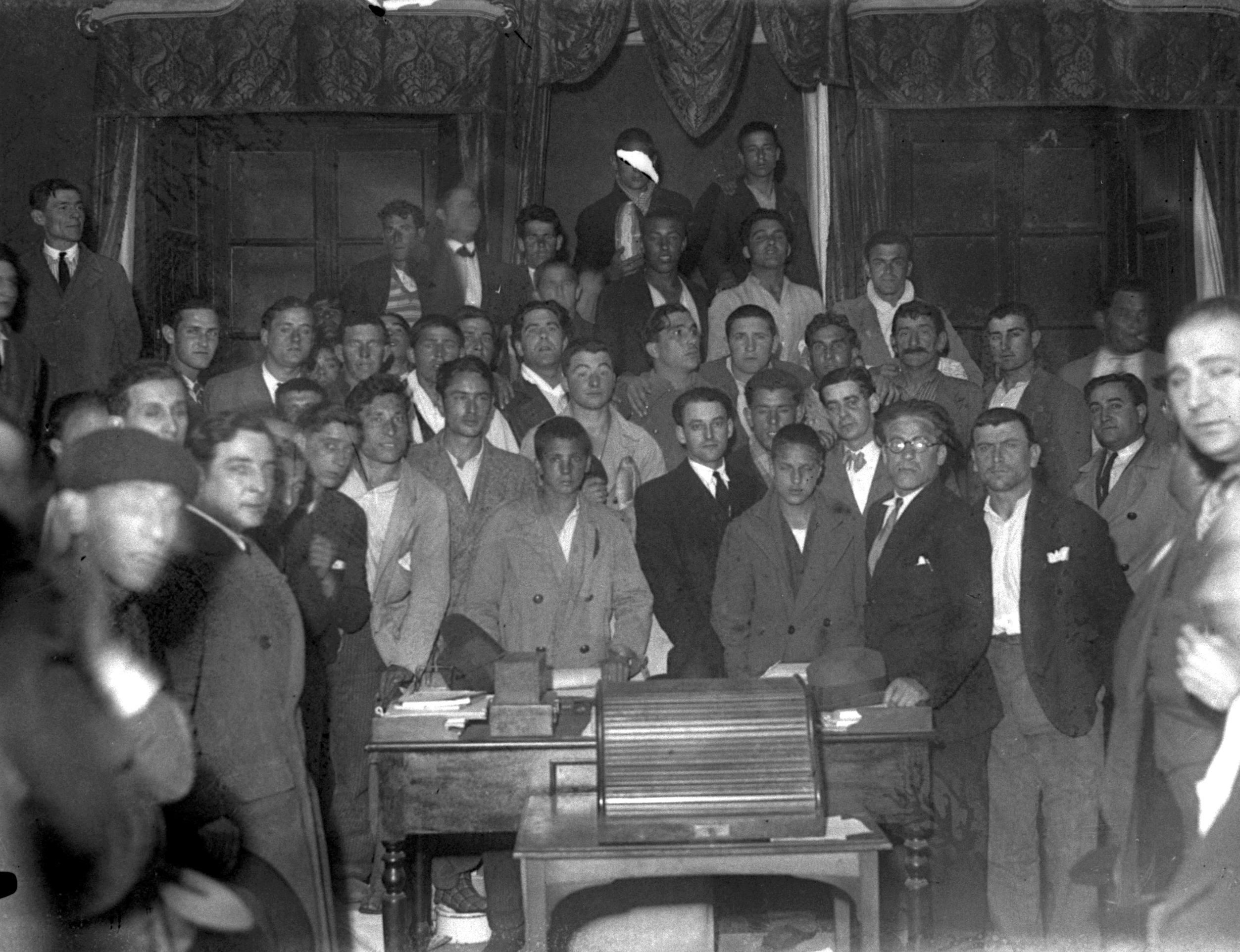
Obreros en el Ateneo de Gijón

La Biblioteca del Ateneo Obrero de Gijón fue una institución pionera en la difusión de la cultura popular mediante la lectura por su carácter de Biblioteca Circulante para el préstamo de libros y por su orientación liberal y reformista, enfocada a difundir el  regeneracionismo cultural en Gijón y en Asturias. La biblioteca se fundó en 1904, dejó de funcionar en 1937, al final de la Guerra Civil, y una parte importante de sus fondos se conservan en la Biblioteca Pública Jovellanos de Gijón.

## Historia
Como toda institución cultural, el Ateneo Obrero de Gijón, fundado en 1881 por un colectivo de profesionales republicanos, tenía una biblioteca fija con 3.000 volúmenes, fundamentalmente técnicos e instructivos. Por iniciativa de un grupo de socios, se reconvirtió en 1904 en Biblioteca Popular Circulante y se orientó al préstamo de libros a sus socios y familias, un planteamiento innovador de las bibliotecas anglosajonas que fue clave para impulsar la lectura entre las  clases populares. Se trataba de posibilitar un nuevo tipo de lectura, individual, personal, casera, abierta a nuevos públicos (sobre todo, mujeres y niños) y directamente relacionada con la existencia de espacios específicos en las viviendas y con la llegada de la luz eléctrica. En la circular fundacional de 1904, la directiva ofertaba los libros “… para poder leerlos a domicilio en medio del mayor sosiego… y para deleitarse en la lectura de las obras escritas por nuestros mejores novelistas contemporáneos”, entre los que se incluían los clásicos (Dante, Cervantes), los ilustrados (Rousseau, Voltaire), los novelistas europeos y españoles del XIX (V. Hugo, E. Zola, L. Tolstoi, Amicis, P. Galdós, B. Ibáñez, J. Valera, J. M. Pereda) y una larga nómina de teóricos del movimiento obrero (Fourier, Reclus, Marx, Proudhon, Bakunin, Kropotkin). Funcionaba autónomamente, con fondos propios (0,25 pts. de cuota en sus comienzos) y aglutinó a los sectores auténticamente interesados por la lectura, pues surgió con 50 asociados (obreros cualificados e intelectuales) y llegó a tener casi dos mil socios cotizantes.

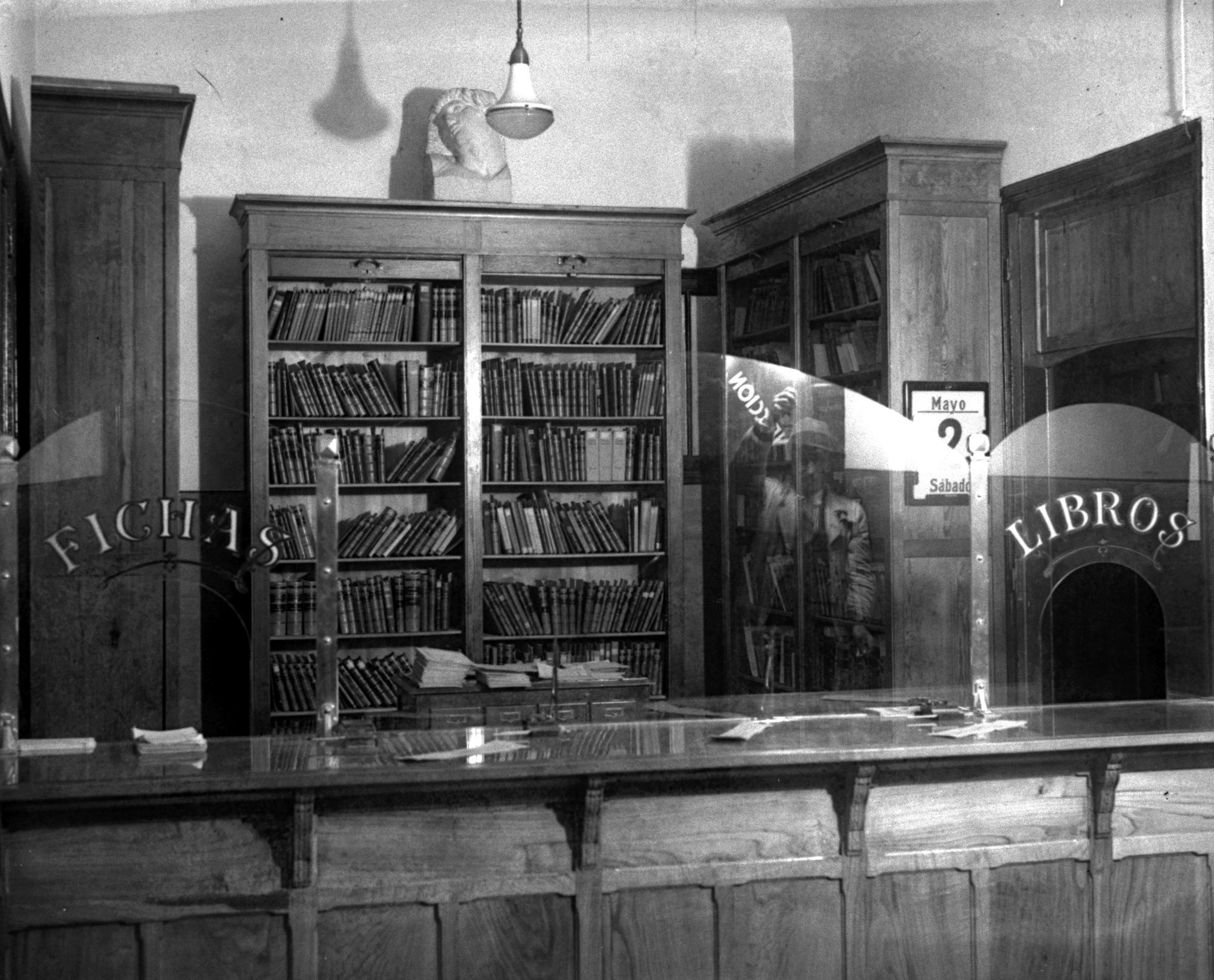
Mostrador de préstamo de la Biblioteca del Ateneo Obrero de Gijón

A partir de 1918 el Ateneo y la Biblioteca fueron dirigidos por un colectivo de intelectuales locales vinculados al Partido Reformista de Melquíades Álvarez y al periódico El Noroeste, órgano del reformismo asturiano (Antonio Ortega, Fernando García Vela , José Díaz Fernández, Julián Ayesta, Antonio Camacho Pichardo, José María Gutiérrez Barreal) que desarrollaron un detallado programa de actividades culturales con apoyos económicos del empresariado local, en especial del filántropo noruego Magnus Blikstad. Para difundir aún más su labor, el Ateneo y de la Biblioteca Circulante contaron con varias publicaciones como La Revista del Ateneo (cinco épocas), El Boletín del Grupo Esperantista  y El Boletín de la Biblioteca Circulante del Ateneo Obrero de Gijón, esta última una publicación modélica destinada a orientar el gusto lector de los socios. El período álgido del funcionamiento de la entidad fue entre 1928 y 1932 con miles de socios, conferencias, clases y grupos autónomos de cultura y deporte, ya que a partir de 1933 sufrió las consecuencias de la fuerte polarización política ciudadana que desembocó en la Revolución de 1934, causa de dos cierres del Ateneo, y en la Guerra Civil, un período también conflictivo por el enfrentamiento de la institución con el ayuntamiento revolucionario. La finalización del conflicto armado en Asturias en 1937 significó el cierre definitivo del Ateneo gijonés y de su Biblioteca, cuyos fondos fueron parcialmente expoliados.

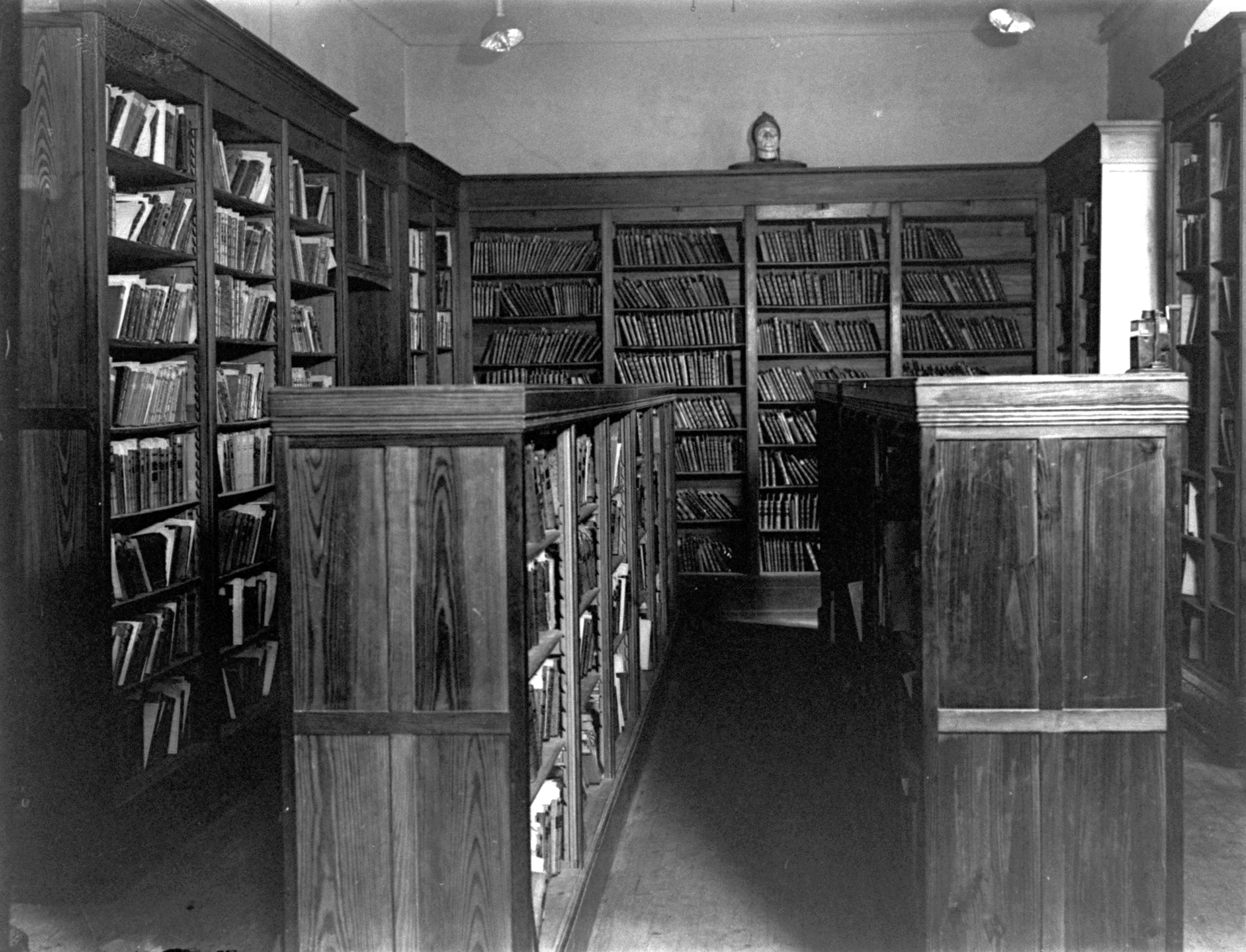
Biblioteca Circulante del Ateneo Obrero de Gijón

## Libros, lectores y lecturas
En 1935 los fondos disponibles superaban los 15.000 volúmenes (2.500 de la Biblioteca Fija y 12.500 de la Circulante, incluidas la Sección Extranjera y la Sección Asturiana) y se podría decir que estaban representados todos los campos del saber, aunque con una mayoría de la literatura que incluía todos los géneros y todos los autores. El número de socios alcanzó sus máximos en 1930 con 1.870 cotizantes, de los que 150 eran mujeres y 150 infantiles que pagaban una cuota inferior. Los préstamos de libros fueron de 21.510 en 1923 y se elevaron hasta 56.584 en 1930, con una media de 30,25 lecturas por socio, que se explican por la costumbre de que el socio varón sacaba libros para el resto de los miembros de la familia. Los gustos dominantes entre los lectores denotan una gran continuidad y reiteración en las lecturas pues ya en 1911 los preferidos eran los narradores naturalistas Benito Pérez Galdós, Vicente Blasco Ibáñez y Armando Palacio Valdés, que veinte años después siguen siendo los más escritores más solicitados. En un segundo nivel de demandas figuraban los escritores de la Generación del 98 (Pío Baroja, Valle Inclán, Unamuno) y con ellos los costumbristas españoles (Pedro Antonio de Alarcón, José María Pereda, Emilia Pardo Bazán, Concha Espina, Juan Valera). Al mismo nivel que los dos colectivos anteriores aparecen los grandes narradores eróticos de la época (Felipe Trigo, Eduardo Zamacois, Alberto Insúa, Pedro Mata Domínguez, Rafael López de Haro, José Francés), escritores con una fuerte demanda por parte del público femenino. Hay que reseñar también el interés lector por la literatura francesa (Víctor Hugo, Emilio Zola, Alejandro Dumas, Balzac), por la rusa (León Tolstói, Dostoievski), por los grandes de la aventura juvenil (Emilio Salgari, Julio Verne, Curwood) y por algunas firmas de las nuevas generaciones literarias (Oscar Wilde, H. G. Wells o Ilyá Ehrenburg).